# RNA thông tin

Hình 1: Đặc trưng của phân tử RNA là chỉ có một chuỗi pôlyribônuclêôtit.

RNA thông tin là một loại RNA mang bộ ba mã di truyền được tổng hợp trực tiếp từ gen trên DNA trong nhân, ra ngoài vùng nhân làm khuôn dịch mã tổng hợp nên chuỗi pôlypeptit.
Về mặt chức năng, thì RNA thông tin như là một bản sao của các thông tin di truyền gốc ở gen, nghĩa là nó làm nhiệm vụ truyền đạt bản thiết kế prôtêin bậc I do gen quy định. Bởi thế, người ta còn có thể gọi nó là RNA liên lạc hoặc RNA làm nhiệm vụ truyền đạt thông tin.
Khái niệm này dịch từ thuật ngữ tiếng Anh: messenger RNA có kết hợp với tiếng Pháp: ARN messager và đã được quy ước viết tắt trong sinh học phổ thông là mARN.
Sự tồn tại của mRNA được Francis Crick tiên đoán từ khoảng những năm 1954 - 1955, sau phát hiện vĩ đại của ông cùng James Watson về mô hình DNA không lâu, trong đó ông cho rằng phải có sự tồn tại của loại vật chất trung gian từ DNA đến Prôtêin. Bởi thế, nó cũng đã từng được gọi là RNA trung gian.
Phân tử mRNA được mô tả lần đầu tiên vào năm 1956 nhờ hai nhà khoa học Elliot Volkin và Lazarus Astrachan.

## Đặc điểm cơ bản
- mRNA chỉ gồm một chuỗi pôlyribônuclêôtit (hình 1), hay còn gọi là có cấu tạo mạch đơn.
- mRNA mang thông tin di truyền quy định amino acid, nên gọi là loại RNA có mã hoá (nhiều loại RNA khác - như rRNA - không có đặc điểm này).
- mRNA là bản phiên mã của gen cấu trúc (cistron), với trình tự pôlyribônuclêôtit y như trình tự pôlyđêôxiribônuclêôtit của mạch bổ sung cho mạch mã gốc của gen, chỉ khác U thay T.
- mRNA làm bản "khuôn" để dịch mã, trực tiếp quy định vị trí các a xit amin trong chuỗi pôlypeptit (prôtêin bậc I).

## "Vòng đời" một RNA thông tin
Vòng đời của một phân tử RNA thông tin được tính từ khi bắt đầu quá trình phiên mã và kết thúc khi phân tử này bị phân hủy bởi các RNase. Trong quá trình này, RNA thông tin có thể được chế biến, chỉnh sửa, và được vận chuyển trước khi xảy ra quá trình dịch mã. Những RNA thông tin của sinh vật nhân chuẩn thường phải trải quá nhiều quá trình chế biến và vận chuyển phức tạp hơn nhiều so với ở tế bào sinh vật nhân sơ.

### Phiên mã
Trong quá trình phiên mã, trình tự nucleotide của các gen trên DNA được sao chép lại trên phân tử RNA thông tin nhờ sự hoạt động của RNA polymerase. Quá trình này tương đối giống nhau ở cả tế bào sinh vật nhân sơ và nhân chuẩn. Điều khác biệt đáng chú ý là ở sinh vật nhân chuẩn, RNA polymerase kết hợp với một số enzyme tham gia vào quá trình chế biến RNA thông tin, điều này cho phép quá trình chế biến RNA thông tin có thể diễn ra ngay khi khởi đầu sự phiên mã. Phân tử RNA thông tin mới đầu được tạo thành có tuổi thọ ngắn, chưa được hoặc chỉ mới xử lý một phần được gọi là tiền RNA thông tin (pre-mRNA) đến khi hoàn thành quá trình chế biến thì gọi là RNA thông tin trưởng thành.

### Chế biến
Việc chế biến (xử lý) RNA thông tin rất khác nhau giữa sinh vật nhân chuẩn và nhân sơ. RNA thông tin của sinh vật nhân sơ là khá hoàn chỉnh việc phiên mã và không cần chế biến gì (ngoại trừ vài trường hợp hiếm). Còn RNA thông tin của sinh vật nhân chuẩn đòi hỏi xử lý rất nhiều.

#### Tạo tiền RNA thông tin ở sinh vật nhân chuẩn
1. cộng gốc 5' là quá trình ở đó nucleotid guanin thay đổi được cộng vào đầu 5' của tiền RNA thông tin. Quá trình sửa chữa này là quan trọng cho việc phát hiện và đính kèm đúng của RNA thông tin với ribosome. Nó cũng quan trọng với quá trình ghép và vận chuyển.
2. Vận chuyển - là quá trình ở đó tiền RNA thông tin được sửa chữa để kéo giãn các chuỗi không mã hóa, gọi là intron; và các chuỗi protein mã hóa được gọi là exons. Tiền RNA thông tin được vận chuyển bởi nhiều đường khác nhau, cho phép một gen đơn có thể mã hóa cho nhiều protein, quá trình như vậy được gọi là vận chuyển liên tiếp. Quá trình vận chuyển thường được thực hiện bởi một phức hợp gọi là thể cắt nối (spliceosome), nhưng các phân tử RNA cũng có khả năng làm chất xúc tác cho chính quá trình vận chuyển của chúng.
3. Polyadenylation - là liên kết không phân cực (covalent) của một nửa polyadenylyl với một phân tử RNA. Trong các sinh vật nhân chuẩn, polyadenylation là quá trình mà ở đó phần lớn các phân tử RNA thông tin được kết thúc ở các gốc 3' của chúng. Các đầu viện trợ poly(A) trong RNA thông tin ổn định để bảo vệ nó khỏi quá trình exonucleases. Polyadenylation cũng quan trọng với quá trình kết thúc phiên mã, đưa RNA thông tin ra ngoài hạt nhân và dịch mã nó.
4. Polyadenylation diễn ra trong và sau quá trình phiên mã DNA vào trong RNA. Sau khi quá trình phiên mã kết thúc, vòng RNA thông tin được phân ra nhờ sự hoạt động của một endonuclease phức gắn với RNA polymerase. Vị trí phân rã được xác định bởi sự xuất hiện của các chuỗi AAUAAA gốc gần chỗ phân rã. Sau khi RNA thông tin được tách ra, 80 đến 250 adenosine còn lại được gắn vào các gốc tự do 3' tại vị trí phân rã.
5. Một chuỗi (khoảng vài trăm) nucleotid loại adenin được cộng vào các đầu 3' của tiền RNA thông tin nhờ sự hoạt động của một enzyme có tên là polyadenylate (polyA) polymerase. Đuôi PolyA được gắn với bản sao ở đó chứa những chuỗi đặc biệt, ký hiệu AAUAAA. Tầm quan trọng của ký hiệu AAUAAA được chứng minh bởi một sự thay đổi trong mã hóa chuỗi DNA (AATAAA), dẫn đến sự thiếu hụt của hồng cầu. Polyadenylation làm tăng quá trình phân đôi trong quá trình sao chép, vì thế các bản sao cuối cùng dài hơn trong tế bào và dẫn đến việc dịch mã nhiều hơn, tạo ra nhiều protein hơn.

### Sửa chữa
Trong một vài trường hợp, một RNA thông tin sẽ được sửa chữa, thành phần nucleotide của RNA thông tin lúc này được thay đổi. Một ví dụ trong cơ thể người đó là RNA thông tin apolipoprotein B, ở đó nó được sửa chữa ở một vài mô, nhưng không ở các mô khác. Sự sửa chữa làm ngừng sớm mã gen của bộ ba mã hóa, dẫn đến quá trình dịch mã, sản xuất các protein ngắn hơn.

### Vận chuyển
Một sự khác biệt khác giữa các sinh vật nhân chuẩn và nhân sơ là ở quá trình vận chuyển RNA thông tin. Do sự phiên mã và dịch mã của các sinh vật nhân chuẩn diễn ra tách biệt nhau trong không gian tế bào, nên mRNA trưởng thànhcủa sinh vật nhân chuẩn phải được chuyển từ nơi nó được tổng hợp là nhân tế bào qua các lỗ nhân tới tế bào chất.

### Dịch mã
Do RNA thông tin không nhất thiết phải được chế biến hay vận chuyển, quá trình dịch mã bởi ribosome có thể bắt đầu ngay sau khi quá trình phiên mã được thực hiện. Do vậy, người ta nói rằng quá trình dịch mã ở sinh vật nhân sơ là "kép" với quá trình phiên mã, và diễn ra sự " cùng sao chép".
RNA thông tin của sinh vật nhân chuẩn đã qua quá trình chế biến và vận chuyển tới tế bào chất (mRNA trưởng thành) có thể được dịch mã bởi ribosome. Quá trình dịch mã diễn ra tại các ribosome có thể trôi nổi trong chất nền trong tế bào chất hoặc ở trong mạng lưới nội chất. Do vậy, không giống như sinh vật nhân sơ, quá trình dịch mã của sinh vật nhân chuẩn không đồng thời với quá trình phiên mã.

### Phân hủy
Sau một khoảng thời gian nhất định, các RNA thông tin phân hủy thành các thành phần nucleotide của nó, thường nhờ sự hỗ trọ của các RNase. Ứng với quá trình chế biến RNA thông tin, RNA thông tin của sinh vật nhân chuẩn được tổng hợp một cách ổn định hơn là RNA thông tin của các sinh vật nhân sơ.

## Cấu trúc RNA thông tin

### Vùng mã hóa
Các vùng mã là tổ hợp của các bộ ba mã hóa (codon), thứ được giải mã và dịch mã vào trong protein bởi ribosome. Các vùng mã bắt đầu với bộ ba đầu và kết thúc bởi một trong ba cuối. Trong quá trình mã hóa protein, các thành phần của các vùng mã hóa vẫn hoạt động như các chuỗi bình thường (xem exonic splicing enhancers, exonic splicing silencers)

### Vùng không mã hóa
Có những đoạn của RNA trước và sau khi các chuỗi khởi động và ngừng của nó không tham gia quá trình dịch mã. Các đoạn này tạo bởi các sợi DNA mẫu, nơi mà RNA được sao chép. Những vùng này, được biết với cái tên 5' UTR và 3' UTR (các cùng không dịch mã 5' UTR và 3'UTR, ở đó DNA và RNA chuyển từ gốc 5' đến gốc 3' và nằm ở đuôi của chuỗi RNA) mã hóa cho các chuỗi không có protein. Tuy nhiên, tầm quan trọng của nó lại ở chỗ các chuỗi đuôi 5' UTR và 3' UTR có thể hấp dẫn với những loại enzyme RNase nhất định, đẩy mạnh hoặc ngăn chặn sự ổn định tương đối của các phân tử RNA. Các UTRs nhấn định có thể cho phép RNA tồn tại lâu hơn trong tế bào chất trước khi phân hủy, dẫn đến việc cho phép chúng sản xuất nhiều protein hơn, trong khi những RNA khác có thể bị phân hủy sớm hơn, dẫn đến vòng đời ngắn hơn và ứng với việc tạo ra số lượng protein ít hơn.
Một vài chức năng cơ sở chứa trong các vùng không mã hóa hình thành một dạng cấu trúc cấp II khi phiên mã vào trong RNA. Những RNA thông tin cấu trúc cơ sở này được gộp vào trong RNA thông tin thông thường. Một số chúng như SECIS cơ sở là mục tiêu để cho các protein kết lại. Một phân loại của RNA thông tin cơ sở, riboswitch, lại trực tiếp liên kết với các phân tử nhỏ, thay đổi sự cuốn gấp của chúng để chỉnh sửa các lớp của phiên mã hay dịch mã. Trong những trường hợp này, RNA thông tin tự chỉnh sửa nó.

## RNA thông tin đối mã (anti-sense RNA thông tin)
Đối mã RNA thông tin có thể ngăn chặn quá trình dịch mã các gen trong nhiều sinh vật nhân chuẩn, khi các chuỗi đối mã RNA thông tin gắn với các RNA thông tin của gen. Điều này có nghĩa, một gen không biểu lộ như protein nếu nó hiện lên một đối mã RNA thông tin trong tế bào. Điều này có thể là một cơ chế bảo vệ, để chống lại quá trình dịch chuyển retrotransposon, ở đó sử dụng các RNA mạch kép làm trạng thái trung gian, hoặc virut, bởi vì cả hai đều sử dụng RNA thông tin mẫu kép như một hợp chất trung gian. Trong nghiên cứu hóa sinh, hiệu ứng này đã được sử dụng để nghiên cứu chức năng của gen, đơn giản như việc làm ngừng các gen nghiên cứu bằng việc cho thêm các phiên đối mã RNA thông tin. Các nghiên cứu này đã được thực hiện ở loài giun.